# Víctor Cámara
Víctor Manuel Cámara Parejo (Caracas, 10 de junio de 1959) es un actor de cine y televisión venezolanoestadounidense.

## Biografía
Víctor Cámara pertenece a una familia de artistas por generaciones. Es hijo de la actriz dominicana Elisa Parejo y del actor dominicano Carlos Cámara, hermano del también actor Carlos Cámara Jr. En total son 5 hermanos Lolita, Carlos, Víctor, Alejandro y Norma, esta última producto de la unión con su última pareja en México.
Estudió ingeniería electrónica en la Universidad Central de Venezuela, y paralelamente la carrera de teatro, actuación, danza y ballet. Comenzó su carrera en el teatro de sus abuelos, desempeñándose en diversas áreas, tanto artísticas como técnicas. De ese trabajo nace su pasión por la actuación.

### Carrera
Comienza en el mundo de las telenovelas en 1978, en Radio Caracas Televisión, con programas de corte humorístico, luego, programas especiales y posteriormente, telenovelas. Pronto inicia su carrera de triunfos en 1985 junto a Grecia Colmenares en la telenovela Topacio de Delia Fiallo, demostrándole al mundo de qué estaba hecho, al año siguiente su estatus de estrella lo mantiene al protagonizar junto a Mariela Alcalá una adaptación venezolana en la historia de Inés Rodena La intrusa.
En el mundo cinematográfico hace su debut en la película Una rosa de Francia, compartiendo protagonismo con Ninibeth Leal. En España fue el conductor de programas de magazines en los 90.
En 1987 fue parte del elenco de la telenovela Pobre señorita Limantour, y no volvió a aparecer en pantallas mexicanas hasta después de veinte años, conociendo la mieles del oficio retorna a su natal Venezuela pero esta vez cambia de casa y entra por la puerta grande a Venevisión como protagonista del horario prime time de la tarde junto a Amanda Gutiérrez realizan Paraíso e Inés Duarte, secretaria, ambas consecutivas y cada una tan sumamente exitosa que prácticamente paralizaba el país cuando iniciaba su transmisión de una hora en la tarde. En 1990 protagonizó el seriado infantil Muñeca junto con Emily Guánchez y Eva Blanco. Después hizo Bellísima junto a Emma Rabbe; tras un breve descanso se estrena en el horario estelar junto a Sonya Smith y Lupita Ferrer estelarizando Rosangélica, versión del éxito de Delia Fiallo, al año siguiente continua su racha de éxitos colocándose en la palestra junto a Emma Rabbe y Rosalinda Serfaty en la telenovela Peligrosa.
Para 1995 inicia las grabaciones de la historia considerada la más exitosa del horario vespertino de 1996 junto a la cantante Karina protagonizaron Pecado de amor, cabe la acotación de que Amanda Gutiérrez su galana en años anteriores, en esta trama se convertiría en la mamá de la protagonista; del éxito producido por esta trama el canal buscó adicionar nuevos personajes para continuar la buena racha con lo que se produjeron capítulos adicionales, la historia duro casi diez meses al aire, lo conocimos como cantante de uno de los temas principales junto a la galana de la trama; de allí inició las grabaciones de Esmeralda adaptación que se haría de la trama de Delia Fiallo, pero para el momento Televisa desarrollaba el mismo proyecto cosa que lo mandó de vacaciones, pero fue mejor la decisión puesto que retorna junto a Ana Karina Manco en El país de las mujeres, historia de gran éxito televisivo que al igual que su antecesor trabajo destaca la larga duración en pantalla, siendo esta vez casi once meses de duración, lo que sorprende es que el protagonista de la telenovela que sustituye a este éxito dramático, la historia Toda Mujer es también protagonizado por él, pero esta vez junto a Mimí Lazo y el debut como galana de Gabriela Vergara, historia de Pilar Romero que funcionó, sale por unas merecidas vacaciones pero es inevitable el canal sabe que es un sello de excelencia dentro del género dramático y lo llaman a los pocos meses para que sea contrafigura del galán de turno reforzando Hechizo de amor protagonizada por Emma Rabbe siendo una etapa de la historia muy buena.
En 1995 también participa en la película Una rosa de Francia.
En el 2001 retoma lo propio en Guerra de mujeres, aunque no como protagonista pero destacando como Armando, el abogado enamorado, junto a Milena Santander.
El año 2008, protagonizando a Orlando Ferrer en la producción En nombre del amor de Carlos Moreno Laguillo, remake de Cadenas de amargura.
En el 2010 regresa a las pantallas por Telemundo en la telenovela Perro amor grabada en Miami, Florida. Víctor Cámara firma contrato exclusivo con la cadena estadounidense Telemundo, para hacer telenovelas en Miami, Florida. En ese mismo año graba en Venezuela la película de época La mujer del coronel, basada en la vida de la prócer Luisa Cáceres de Arismendi. También empieza como productor independiente con una novela de su autoría, Amor eterno, que realiza en su país natal con la colaboración de su hermano Alejandro Golian, un conocido constructor que incursionó por primera vez como productor.
En 2011 regresa a las pantallas venezolanas en el nuevo dramático de Venevisión, Natalia del mar, dando vida al villano Adolfo Uzcategui.
En 2012 tiene una participación especial, como el doctor Manuel Bermúdez, en la telenovela El talismán y graba con una productora nacional independiente Guerreras y centauros, novela de época transmitida por la TVes.
En 2023 reaparece en la pantalla chica en una producción de Telemundo, Vuelve a mi, junto a actores como William Levy, Laura Flores... 
También en el 2023 se une a al animador Venezolano Daniel Sarcos en una comedia hilarante y llena de recuerdos, realizando el comienzo de una gira internacional en su país natal Venezuela, dirigida por Juan Wesolosky! Carcasa y Valencia fueron los escenarios iniciales, seguidos de otras presentaciones en Usa. 
A lo largo de su trayectoria en teatro ha sido taquillero, tramoyista, sonidista, asistente de producción y asistente de dirección, por lo que conoce todas las áreas del teatro.

## Vida personal
Se casó el 14 de febrero de 1977 con Yvette Gazzaneo, ambos tienen una hija llamada Samantha María, nacida el 12 de marzo de 1997. Además de ser actor, Víctor se ha involucrado en el negocio de Bienes y raíces, formando parte de la empresa Valencia Group. Actualmente reside en Miami, EE. UU., con su esposa.

## Trayectoria

### Telenovelas
| Año       | Título                     | Observación                            |
| --------- | -------------------------- | -------------------------------------- |
| 2016      | Escándalos                 | Leonardo Aristizábal                   |
| 2015      | Voltea pa' que te enamores | Juan Ramón Amezcua                     |
| 2015      | Guerreras y Centauros      | José Antonio Páez                      |
| 2012      | El talismán                | Manuel Bermúdez                        |
| 2011-2012 | Natalia del mar            | Adolfo Uzcátegui                       |
| 2010      | Perro amor                 | Pedro Brando                           |
| 2008-2009 | En nombre del amor         | Orlando Ferrer                         |
| 2007      | Bajo las riendas del amor  | Antonio Linares                        |
| 2005-2006 | El amor no tiene precio    | Nelson Cisnero                         |
| 2005-2006 | Soñar no cuesta nada       | Arturo Hernández                       |
| 2003      | Rebeca                     | Sergio Montalbán                       |
| 2002      | Las González               | Rómulo Trigo                           |
| 2001-2002 | Guerra de mujeres          | Armando                                |
| 2000      | Hechizo de amor            | Jorge Luis Larrios                     |
| 1999-2000 | Toda mujer                 | Ricardo Tariffi                        |
| 1998-1999 | El país de las mujeres     | Camilo Reyes                           |
| 1995-1997 | Pecado de amor             | Alejandro                              |
| 1994-1995 | Peligrosa                  | Luis Fernando                          |
| 1993      | Rosangélica                | Óscar Eduardo Gel de la Rosa / Argenis |
| 1990-1991 | Bellísima                  | Ricardo Linares                        |
| 1990-1991 | Inés Duarte, secretaria    | Andrés Martán                          |
| 1990      | Muñeca                     | Carlos Alberto                         |
| 1989-1990 | Paraíso                    | Adrián Arturo                          |
| 1988      | La millonaria              |                                        |
| 1987      | Pobre señorita Limantour   | Julio Adrián                           |
| 1986-1987 | La intrusa                 | Luis Antonio Rossi                     |
| 1984-1985 | Topacio                    | Jorge Luis Sandoval                    |
| 1984-1985 | Rebeca                     |                                        |
| 1983-1984 | Marisela                   | Alexander Andrade                      |
| 1983      | Chao Cristina              |                                        |
| 1983      | Mosquita muerta            |                                        |
| 1983      | Bienvenida Esperanza       | Gerardo Aparicio                       |
| 1982      | Jugando a vivir            | Máximo Leal                            |
| 1982      | ¿Qué pasó con Jacqueline?  |                                        |
| 1981-1982 | Amada mía                  |                                        |
| 1981      | Luisana mía                | Alfredo                                |
| 1981      | Elizabeth                  |                                        |
| 1979      | La comadre                 | Rosario Reyes                          |

### Telefilm
- Derrota Final (1983)

### Cine
- Locos y Peligrosos (2016)
- El talismán (2013) - Bruno[4]
- The Celibacy Archivado el 23 de febrero de 2011 en Wayback Machine. (2013) - Javier
- Escena de Bocaranda Films (2013) - Ex Sacerdote
- La mujer del coronel (2010)
- El secreto de Jimena (2009) - Adam
- 13 segundos (2007) - Dr. Eduardo Valladares
- Una rosa de Francia (1995) - Roberto
- Confía en mí